# Paige Matthews
Paige Matthews (spelad av Rose McGowan) är en fiktiv person och den yngsta av systrarna Halliwell i TV-serien Förhäxad. Paige är halvsyster till Piper, Phoebe och Prue. Hon dyker upp första gången i säsong fyra, efter Prues död.

## Krafter
Paige är 50 % häxa och 50 % ledsagare. Hennes främsta kraft är projicering; hon kan projicera sig själv och andra människor som rör vid henne. Hon kan även projicera saker genom att säga deras namn högt. Paige har vid några tillfällen även kunnat hela folk, något hon fått från sin far som var ledsagare.

## Fiktiv biografi
Paiges biologiska föräldrar lämnade henne utanför ett kloster; det enda som de bad om var att hennes namn skulle börja på P. En nunna som hette Agnes gav Paige till ett par som ville adoptera henne. Det var Agnes som gav henne namnet Paige. Paige var en rebell som tonåring, och när hon var 16 år dog hennes föräldrar i en bilolycka som Paige höll sig själv ansvarig för då de hade bråkat innan. Hon bestämde sig för att ordna upp sitt liv efter olyckan, och hon höjde sina betyg tillräckligt mycket för att komma in på ett universitet. Hon sökte efter sin biologiska mor, men upptäckte att hon var död.
När Paige var 24 år kände hon sig dragen till Prues begravning, hon visste inte varför men bestämde sig ändå för att dyka upp där. Hon var socialarbetare när hon slog följe med Phoebe och Piper, men slutade arbeta för att utveckla sina magiska kunskaper. Till en början satte Paige upp för höga krav för sig själv, eftersom Prue var den mäktigaste systern och Paige kände att hon var tvungen att fylla hennes skor. Hon och Piper kom inte överens till en början, så Phoebe fick agera mellanhand.
När hon insåg att hon inte hade något liv utanför magin, bestämde hon sig för att börja jobba igen. Hon hade många småjobb och var under en kort period rektor på magiskolan.
Paiges pappa var ledsagare, och därför är hon också det till hälften. Hon har därför kraften att hela människor vid extrema förhållanden. 